# Sport in Iraq
Ampia è la varietà di sport praticati e seguiti in Iraq. Il calcio è tra gli sport e hobby più popolari nel paese e ha rappresentato un'occasione di aggregazione sociale, dopo anni di guerra e tensioni. Basket, nuoto, sollevamento pesi, culturismo, taekwondo, pugilato, kickboxing e tennis sono altri sport diffusi nel paese.

## Calcio
Il calcio è lo sport più popolare in Iraq. La nazionale irachena di calcio si laureò campione d'Asia vincendo la Coppa d'Asia del 2007 dopo aver sconfitto l'Arabia Saudita nella finale disputata a Giacarta, in Indonesia. Nel 2006 l'Iraq ottenne la medaglia d'argento nel torneo di calcio dei Giochi asiatici di Doha, in Qatar, uscendo sconfitto dall'Qatar in finale dopo aver battuto la Corea del Sud in semifinale. Nel torneo di calcio delle Olimpiadi del 2004 ad Atene, in Grecia, vide la nazionale olimpica irachena ottenere la quarta piazza, dopo aver perso per 1-0 contro la nazionale olimpica italiana nella finale per il terzo posto.
La Federazione calcistica dell'Iraq, organo di governo del calcio nel paese, organizza anche il campionato nazionale. Fondata nel 1948, è membro della FIFA dal 1950 e dell'AFC dal 1971.
L'Al-Shorta è club più titolato dell'Iraq, avendo vinto numerosi titoli nazionali oltre a una Champions League araba nel 1982.

## Basket
Altro sport popolare in Iraq è il basket. La Federazione cestistica dell'Iraq controlla la nazionale irachena di pallacanestro, classificatasi seconda alla Coppa della federazione cestistica dell'Asia occidentale del 2010.

## Kickboxing
L'Iraq vanta un kickboxer campione del mondo, Riyadh Al-Azzawi.

## Wrestling
Il wrestler iracheno più noto è Adnan Al-Kaissie.

## Giochi olimpici e paralimpici
L'unica, al momento, medaglia olimpica dall'Iraq ai Giochi olimpici è la medaglia di bronzo nel sollevamento pesi (pesi leggeri), vinta da Abdul Wahid Aziz, ai Giochi olimpici di Roma 1960. Faris Abed  ha vinto la prima medaglia d'oro per l'Iraq ai XII Giochi paralimpici estivi di Atene 2004.